# Meliora
Meliora je třetí studiové album švédské heavymetalové hudební skupiny Ghost. Vydáno bylo 21. srpna 2015 vydavatelstvím Loma Vista Recordings. Na albu začala skupina pracovat ke konci roku 2014, jeho producentem byl Klas Åhlund a mix dostal na starost Andy Wallace. Tématem alba je absence Boha, což skupina interpretuje jako „radost ze svobody“. Texty ale zároveň dle Bezejmenného ghůla „odrážejí prázdnotu, která vznikne, když není žádný bůh, když není nikdo, kdo by vám pomohl.“ Kapela je pak vyobrazena jako náboženská skupina, jenž nabízí pomocnou ruku. Písně tak zní poměrně pozitivně a jsou hymnické.
Za píseň „Cirice“ byla skupina oceněna cenou Grammy v kategorie Best Metal Performance (nejlepší metalový výkon), celé album bylo oceněno švédskou cenou Grammis jako Nejlepší hardrockové/metalové album.

## Seznam skladeb
| Pořadí         | Název                        | Délka |
| -------------- | ---------------------------- | ----- |
| 1.             | Spirit                       | 5:15  |
| 2.             | From the Pinnacle to the Pit | 4:02  |
| 3.             | Cirice                       | 6:02  |
| 4.             | Spöksonat (Ghost Sonata)     | 0:56  |
| 5.             | He Is                        | 4:13  |
| 6.             | Mummy Dust                   | 4:07  |
| 7.             | Majesty                      | 5:24  |
| 8.             | Devil Church                 | 1:06  |
| 9.             | Absolution                   | 4:50  |
| 10.            | Deus in Absentia             | 5:37  |
| Celková délka: | Celková délka:               | 41:35 |

## Obsazení
- Papa Emeritus – zpěv

Bezejmenní ghůlové
- – sólová kytara
- – basová kytara
- – rytmická kytara
- – klávesy
- – bicí

Technická podpora
- Klas Åhlund – produkce
- Andy Wallace – mix